# Melanjski Vrh
Melanjski Vrh – wieś w Słowenii, w gminie Radenci. W 2018 roku liczyła 27 mieszkańców.